# Peregrín García Cadena
Peregrín García Cadena (Valencia, 1823-Madrid, 20 de diciembre de 1882) fue un escritor, periodista, traductor y crítico teatral español.

## Biografía

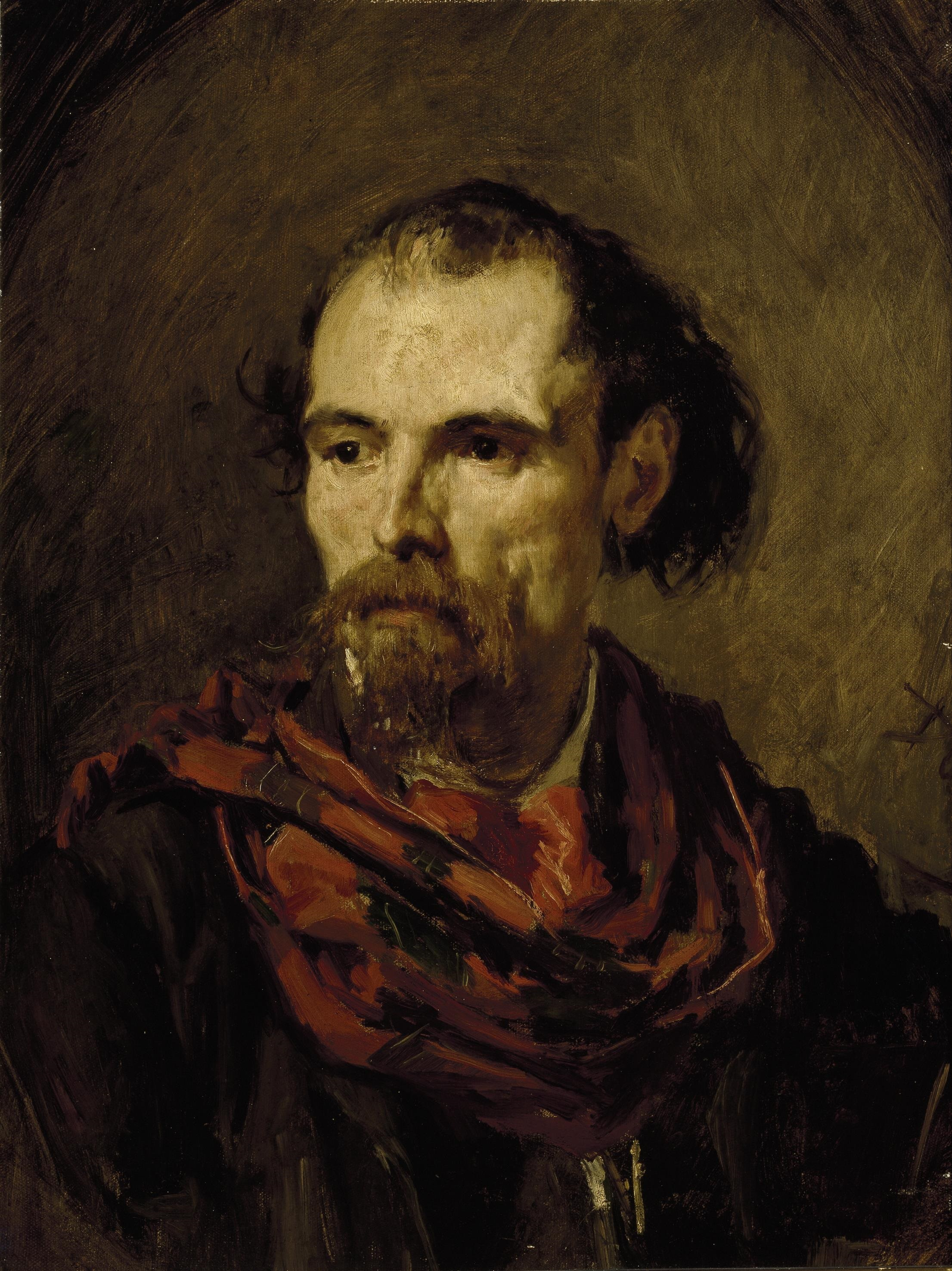
Peregrín García Cadena, por Francisco Domingo Marqués ca. 1870 (Museo del Prado, Madrid).

Nacido en 1823 en Valencia, como periodista colaboró en El Fénix y más adelante entró en la dirección de El Diario Mercantil, que desempeñó cerca de veinte años. Se estableció hacia 1870 en Madrid. Funcionario del Ministerio de Ultramar, fue un importante crítico de teatros, primero en El Imparcial y después hasta su muerte en La Ilustración Española y Americana, donde le sustituyó Manuel Cañete. También colaboró en La Ilustración de Madrid.
De orientación neocatólica, otro crítico teatral más liberal, Leopoldo Alas "Clarín", le atacó continuamente. Escribió Historia para todos (Madrid: Imprenta de la Guía del Bello Sexo, 1873) y la novela Aventuras en Italia (Valencia: Imprenta de José Rius, 1857); tradujo novelas de Alejandro Dumas (Pascual Bruno, Valencia, 1845) y Charles Bernard Renouvier (Un hombre grave, Valencia, 1853). 
Es menos conocida su faceta como poeta, ya que sus obras en este campo aparecieron póstumas (Obras Literarias Selectas. Leyendas, Novelas, Poesías, Valencia, Teodoro Llorente y Cía., 1883), y participó en Los valencianos pintados por sí mismos (Valencia: Imprenta de La Regeneración Tipográfica de I. Boix, 1859) con el cuadro de costumbres "El requesonero". Murió de una súbita pulmonía el 20 de diciembre de 1882. Como escritor de narraciones cortas cultivó un nebuloso idealismo inspirado en sus lecturas de filosofía alemana, de lo que se hizo eco José Fernández Bremón en la necrológica que escribió a su compañero en La Ilustración Española e Hispanoamericana. No escribió teatro. Falleció el 20 de diciembre de 1882.